# Apiognomonia veneta
La gnomonia veneta (Apiognomonia veneta (Sacc. & Speg.) Höhn., 1920) è un fungo appartenente agli Ascomiceti. Costituisce l'agente dell'Antracnosi del platano.
La gravità degli effetti di questa malattia varia in funzione dello stato di salute delle piante. Le infezioni colpiscono inizialmente le parti più giovani e vulnerabili della pianta (ad esempio gemme, germogli, foglioline e rametti) determinando la comparsa di tacche rossastre, che sui rami evolvono in zone brunastre che si fessurano in senso longitudinale e sulle foglie in macchie scure che poi disseccano. I giovani germogli seccano. 
Gli attacchi sui germogli si verificano in concomitanza di periodi piovosi o molto umidi e con temperature comprese fra 9 e 16 °C. Le infezioni sulle foglie possono manifestarsi per tutto il periodo primaverile e oltre, fino a quando le temperature medie si mantengono sui 18-20 °C. Le infezioni a livello dei rametti o delle gemme si bloccano con le temperature più rigide invernali, per riattivarsi in primavera.
L'azione di contrasto può aversi con irrorazioni dalla chioma con appositi anticrittogamici. Un altro metodo di contrasto l'endoterapia, un trattamento contro le infestazioni delle piante che consiste nell'introdurre, iniettandolo, un apposito preparato  direttamente nel tronco delle stesse una determinata sostanza chimica che, attraverso il suo sistema vascolare, si distribuirà poi in tutta la chioma.